# 后羿 (夏朝)
后羿（約前1998年—前1940年），《左傳》稱夷羿，有窮氏首領，善于射箭。祖先在帝喾时代之前，世代为射正。帝喾时，被赐以彤弓素矢，为帝司射，封在鉏，在今河南滑县东南。
據說是在他五歲時，在前去山中時與父母失散，被楚狐父所養並傳授給他，而且他的左手臂比右手臂還要長些。到了二十歲時便離開山中。在途中遇見射箭高手吳賀，並漫遊到北方。有次吳賀要求后羿射麻雀的左眼，卻射中了右眼，后羿為此念念不忘。
后羿流放了太康，立了太康之弟仲康，又替代了夏王控制夏王朝的中樞，消滅了不服從他的伯封。並收留了伯明氏之子寒浞而重用他。最後寒浞收買並培植黨羽和勢力，在一次后羿打獵回國時，寒浞發動政變而后羿被殺。寒浞將后羿烹殺，並要后羿的兒子吃。后羿兒子不肯，便被綁到窮門殺害。
先秦記載中大多並沒有區分射日的羿和統治者后羿，但由於周朝出現此人為尧時人和夏朝人的兩种說法，因此出現此為兩人的說法：《荀子·儒教篇》中说：“羿者，天下之善射者也”。而许慎更進一步認爲：“羿，尧时射官，非有穷后羿也”。一说射日者名平羿，而夏时的后羿为有穷氏，因善于射箭，自比平羿，而名后羿（「后」是上古統治者的一種稱號）。但至今民間神話傳說中仍將兩個人物作爲一個對待，射日的傳說通稱“后羿射日”。